# Дельфинарий Московского зоопарка
Дельфина́рий Моско́вского зоопа́рка — дельфинарий, действовавший на территории Московского зоопарка с 2001 по 2014 год. В комплексе содержались афалины, белухи, морские котики и моржи.

## История

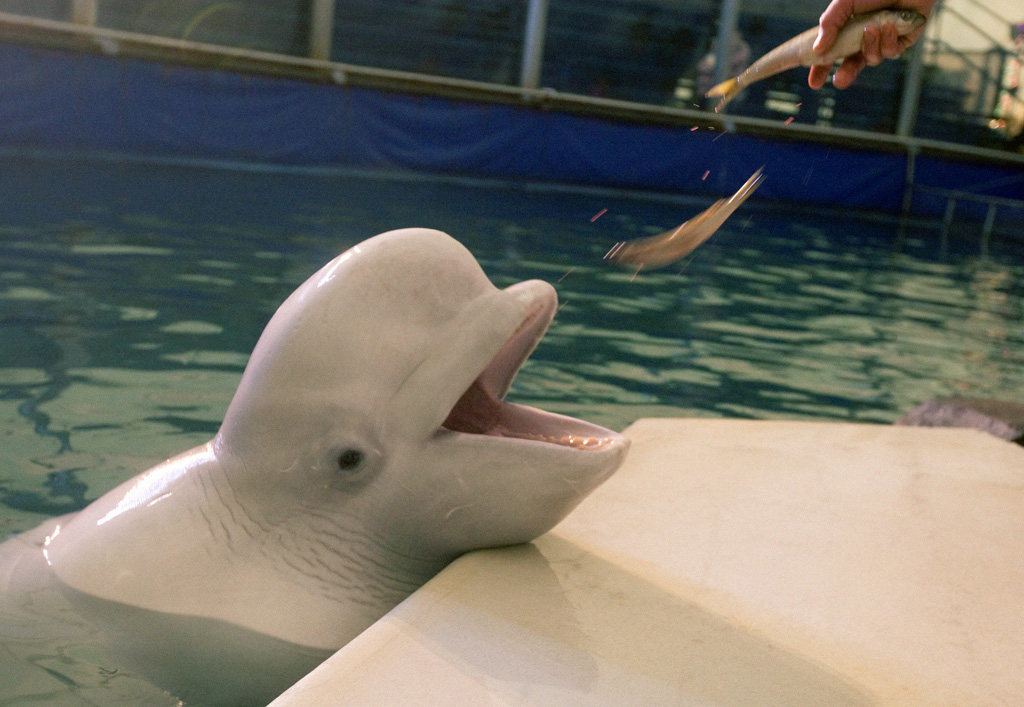
Кормление белого кита в дельфинарии Московского зоопарка, 2009 год

### Постройка и использование
В 1998 году начался второй этап реконструкции Московского зоопарка, во время которого планировалось возведение слоновника и искусственного водоёма. По заявлениям президента зоосада Владимира Спицина,
изначально предполагалось создать научную экспозицию, посвящённую морским млекопитающим. Однако в 2001 году на территории «старой» части Московского зоопарка открылся дельфинарий. Комплекс расположился на участке между «Слоновником» и «Домом птиц» и единовременно вмещал до 7300 зрителей. Конструкция дельфинария предусматривала установку тёплого надувного купола в зимний период, а с апреля по октябрь представления проходили под открытым небом. Бассейн представлял собой непропорциональную чашу длиной 50 метров, размер которой в самой широкой части достигал 20 метров, а в самой глубокой — пяти. Территория была разделена на вольеры, в самом крупном из которых устраивались представления. Бассейн вмещал до 2000 м³ воды, её искусственно солили до 22 ‰, что сходно с солёностью воды Чёрного моря. Морской биолог Григорий Цидулко, так высказывался об устройстве бассейна:
В Московском зоопарке, где я работал, условия были лучше, чем в других дельфинариях, но все равно этот бассейн был сконструирован для ластоногих: котиков и моржей. Там все было сделано с учётом того, что эти животные будут выходить на сушу и отдыхать на мелководье, а не для постоянно плавающих дельфинов.
Программа дельфинария длительностью 20—25 минут включала выступления млекопитающих и ластоногих. По состоянию на 2012 год труппа состояла из двух белух Юлии и Платона, дельфинов Элли и Фили, самки сивуча Маши, моржихи Жанны, а также пары морских котиков Кнопки и Вжика. Через два года в вольеры подселили молодого белого кита Гошу. Морских животных кормили кефалью, ставридой, горбушей и другой рыбой, в среднем на каждого уходило от 20 до 50 килограммов корма. В зависимости от сезона и погоды в течение дня проводилось от двух до восьми выступлений. Примой программы являлась белуха Юлия, которую научили танцевать вальс, её образ использовался для сувенирной фарфоровой фигурки.
Труппа регулярно выезжала с гастролями по стране. Во время переездов дельфины находились в специальных бассейнах-резервуарах, температура воды в которых регулировалась рефрижераторами. В 2008 году на территории комплекса проходили съёмки трёх выпусков телепередачи биолога Ивана Затевахина «От носа до хвоста». В 2013-м рисунки, созданные артистами дельфинария, выставлялись в проекте Дарвиновского музея «Братья по разуму».
В феврале 2014 года Департамент Росприроднадзора по ЦФО привлёк к административной ответственности общество «Павловская слобода», владевшее животными дельфинария, за содержание афалин в несоответствующем месте. Дельфины Катя и Вася, согласно разрешениям, должны были находиться на территории Московского зоопарка и дельфинария в Красноярске, однако на тот момент выступали в Иркутске.

### Ликвидация дельфинария

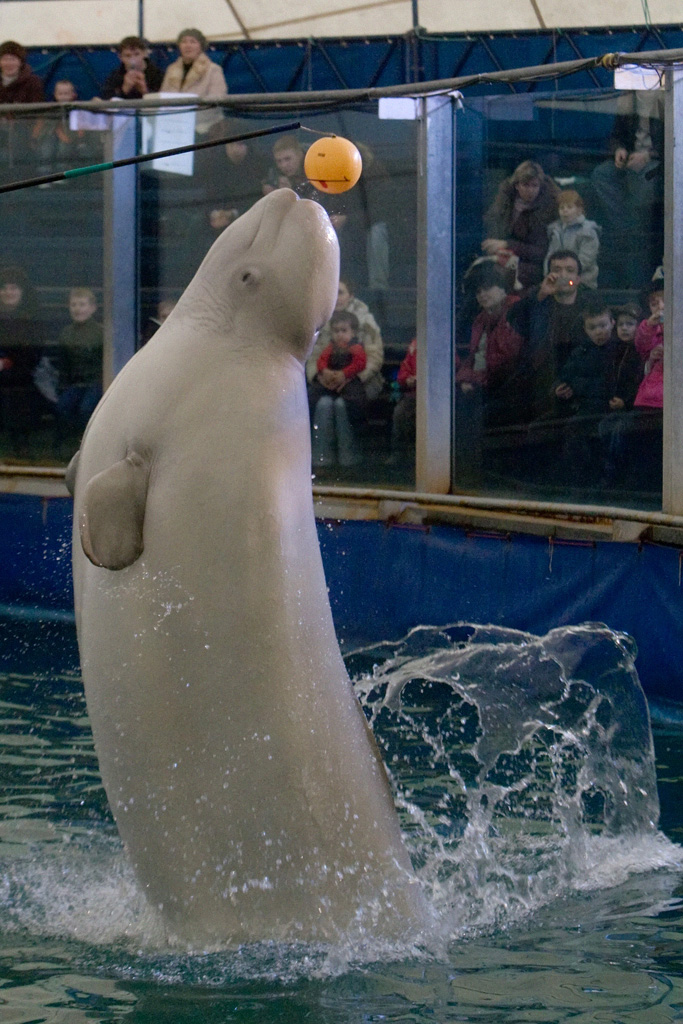
Выступление белухи в дельфинарии Московского зоопарка, 2009 год

В августе 2014 года был объявлен конкурс на благоустройство «старой» части Московского зоопарка. 17 октября того же года дельфинарий закрыли на капитальный ремонт, во время которого планировалось обновить вольеры, а также установить современные фильтры и инженерные коммуникации. Сообщалось, что на период реконструкции животных поместят в служебные помещения. Так, белухи Юля и Платон заняли открытый бассейн на территории зоопарка, где проходили импровизированные представления во время кормёжки. Предполагалось, что ремонтные работы в дельфинарии продлятся до 2016-го. Однако вскоре после начала работ руководство зоопарка приняло решение о закрытии аттракциона в связи с отсутствием финансирования на реконструкцию. Ремонт был приостановлен, а освободившиеся вольеры переоборудовали для представителей ластоногих. Его заняли самец сивуча, морские котики и львы, принадлежавшие зоосаду. В 2014 году частная организация «Павловская слобода», осуществлявшая работу дельфинария, вывезла часть млекопитающих с территории зоопарка. Однако две белухи и самка сивуча оставались во временных вольерах зоопарка вплоть до мая 2015-го.

Весной 2015 года на территории парка Измайлово установили открытый бассейн, куда из дельфинария Московского зоопарка переехали два дельфина Зевс и Дельфа, а также белуха Платон (по другим сведениям, афалинов привезли из Анапы). Водоём нового дельфинария вмещал 1000 м³, а трибуны комплекса были рассчитаны на 400 зрителей. Руководитель пресс-службы парка Кристина Наумова так описывала организацию бассейна: 
Бассейн оснащен специальными фильтрами, системами фильтрации и циркуляции воды, также здесь дважды в день делаются заборы воды, проверяется ее химический состав — так называемая соленость, потому что вода для морских животных должна быть соленой.
Тем не менее в сентябре того же года по коллективному обращению горожан природоохранная прокуратура Москвы провела проверку комплекса. В ходе мероприятия выявили нарушения ветеринарно-санитарных правил, после чего дельфинарий был демонтирован, владельцы оштрафованы на 500 тысяч рублей, а животные вывезены. Через два месяца краснокнижных афалин Дельфу и Зевса обнаружили в посёлке Веселовка на частной ферме, где их содержали в переоборудованной силосной яме без фильтрации воды. Несмотря на попытки защитников природы спасти животных, они скончались весной 2016 года. Прокуратура возбудила административное дело по факту уничтожения видов, находящихся под угрозой исчезновения. По решению Темрюкского районного суда, владельца дельфинов оштрафовали на один миллион рублей. По состоянию на 2016 год судьба белухи Платона неизвестна. Предположительно, животное продолжает выступать в других дельфинариях, как и остальные бывшие артисты Московского зоопарка. Так, отдельные особи были перевезены в Бишкек, Набережные Челны и Ижевск.